# Лука Генні
Лука Генні (нім. Luca Hänni, нар. 8 жовтня 1994) — швейцарський співак і танцівник. Переможець Deutschland sucht den Superstar. Представник Швейцарії на Пісенному конкурсі Євробачення 2019, де посів четверте місце. За свою кар'єру Генні випустив п'ять студійних альбомів, які принесли йому кілька нагород та платинові й золоті записи, три мініальбоми та понад 30 синглів.

## Біографія
Лука Генні народився у Берні, Швейцарія. Виріс у музичній родині. Почав вчитися грати на барабанах у п'ять років, у дев'ять — співати, грати фортепіано та гітарі. Коли співаку було шість років, його батьки розлучилися. У Луки є зведений брат Кирил, який також є його менеджером.
Після закінчення школи почав здобувати освіту муляра, проте на другому році навчання припинив навчання на користь музичної кар'єри. Деякий час працював підмайстром.

## Кар'єра

### Ранні роки: 2012—2018

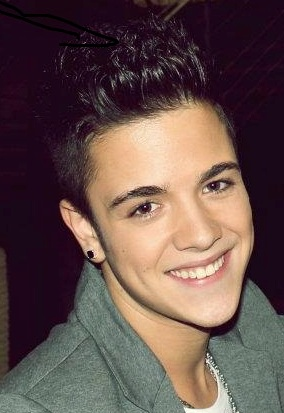
Генні у 2012 році

Лука Генні почав свою музичну кар'єру 2012 року, коли у 17 років виграв Deutschland sucht den Superstar, німецьку версію Pop Idol. Він був першим переможцем не з Німеччини, а також наймолодшим переможцем в історії. У рамках свого призу Лука підписав контракт зі студією Universal Music.
Його перший сингл «Don't Think About Me» став номером один у чартах Німеччини, Австрії та Швейцарії, далі послідували концертні тури, фестивалі й телешоу з аншлагами. Генні також здобув кілька головних музичних премій, таких як Swiss Music Award і Kids’ Choice Award в Лос-Анджелесі, які виграв двічі.
На Євробаченні 2016 був одним із членів журі від Швейцарії. Наступного року Лука відкрив у собі любов до танців і того ж року виграв німецьке танцювальне шоу Dance Dance Dance. Окрім цього, того ж року він оголошував бали Швейцарії на Євробаченні 2017 в Києві.

2018 року вперше спробував виконати німецьку пісню на шоу 100 % Swiss Music — Paola & Friends – це був кавер культової пісні «Blue Bayou» Паоли Фелікс, поп-співачки та дворазової представниці Швейцарії на Євробаченні. Також виступив у шоу Гелени Фішер, де вони разом виконали чуттєвий сучасний танець під його пісню «Bei mir». Лука зазначає:
«Танці — це центральна частина мого життя. Це дозволяє мені ще сильніше передати свою пристрасть та історії, які стоять за моїми піснями».

### Пісенний конкурс Євробачення 2019
7 вересня 2019 на офіційному каналі Євробачення в YouTube вийшла конкурсна пісня Швейцарії — «She Got Me», виконавцем якої став Лука Генні. Він був обраний представником країни мовником SRG SSR шляхом внутрішнього відбору. «She Got Me» написав сам Генні разом із Лорелл Баркер, Фрейзером Маком, Йоном та Лукасом Геллгренами.

Другий півфінал Євробачення, у якому брала участь Швейцарія, відбувся 16 травня 2019 року. Лука Генні виступив у ньому під четвертим номером та кваліфікувався до фіналу з четвертого місця, здобувши 232 бали (137 від глядачів та 95 від журі). У фіналі, який пройшов 18 травня, співак посів 4 загальне місце з 364 балами (212 від глядачів та 152 від журі). Результат Генні став для Швейцарії найкращим за останні 26 років участі у Євробаченні.

Фрагменти виступу Луки Генні на Євробаченні 2019
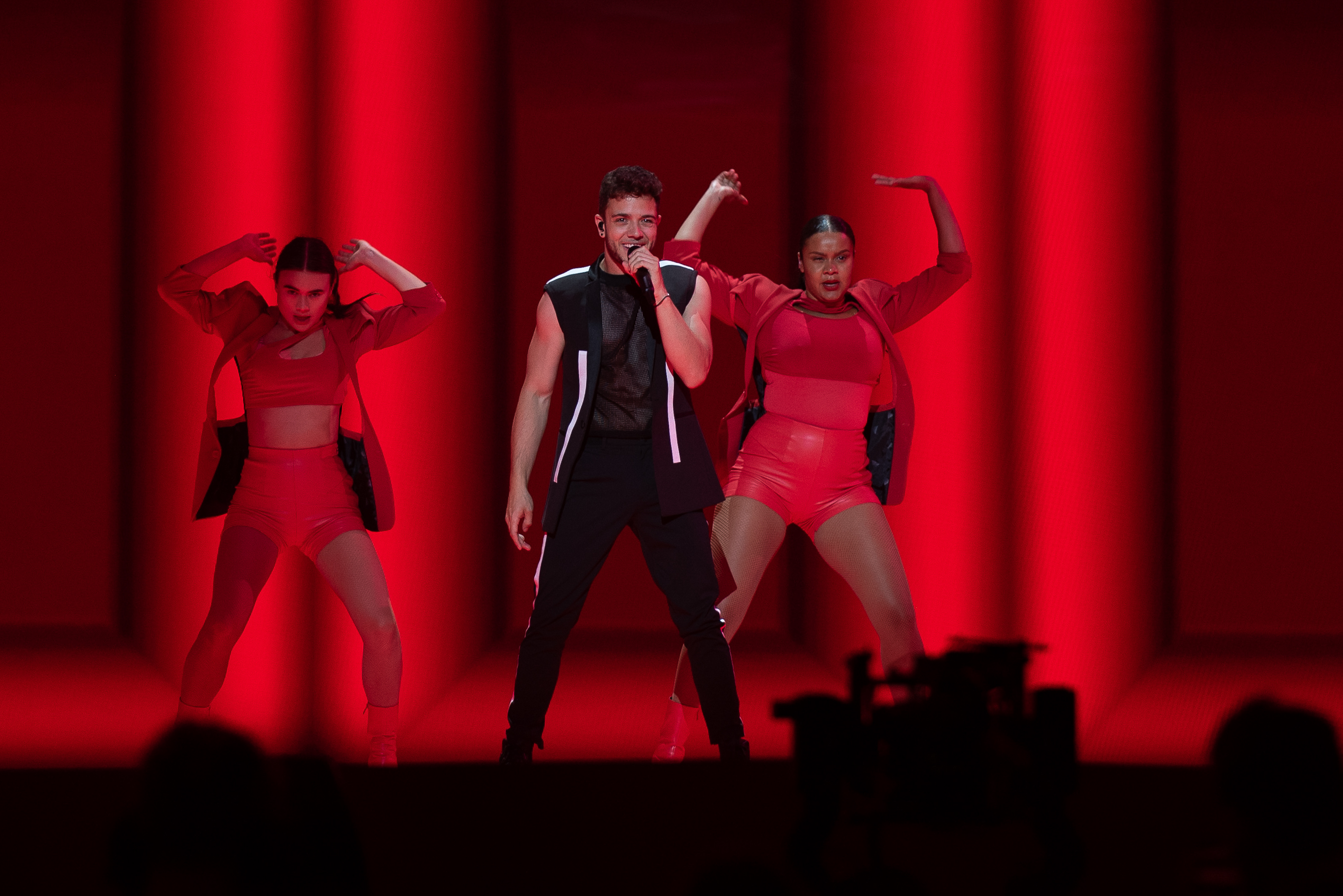
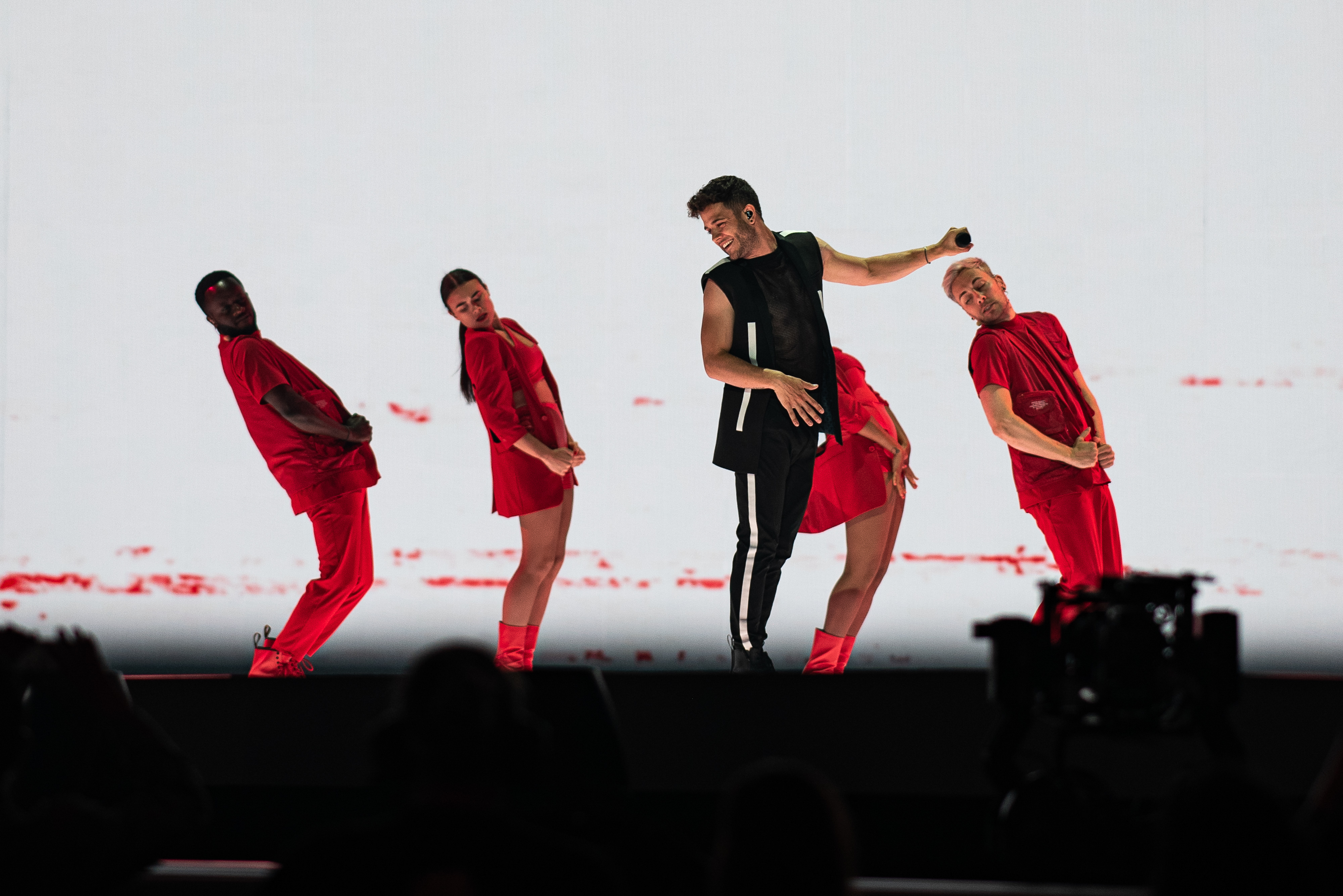
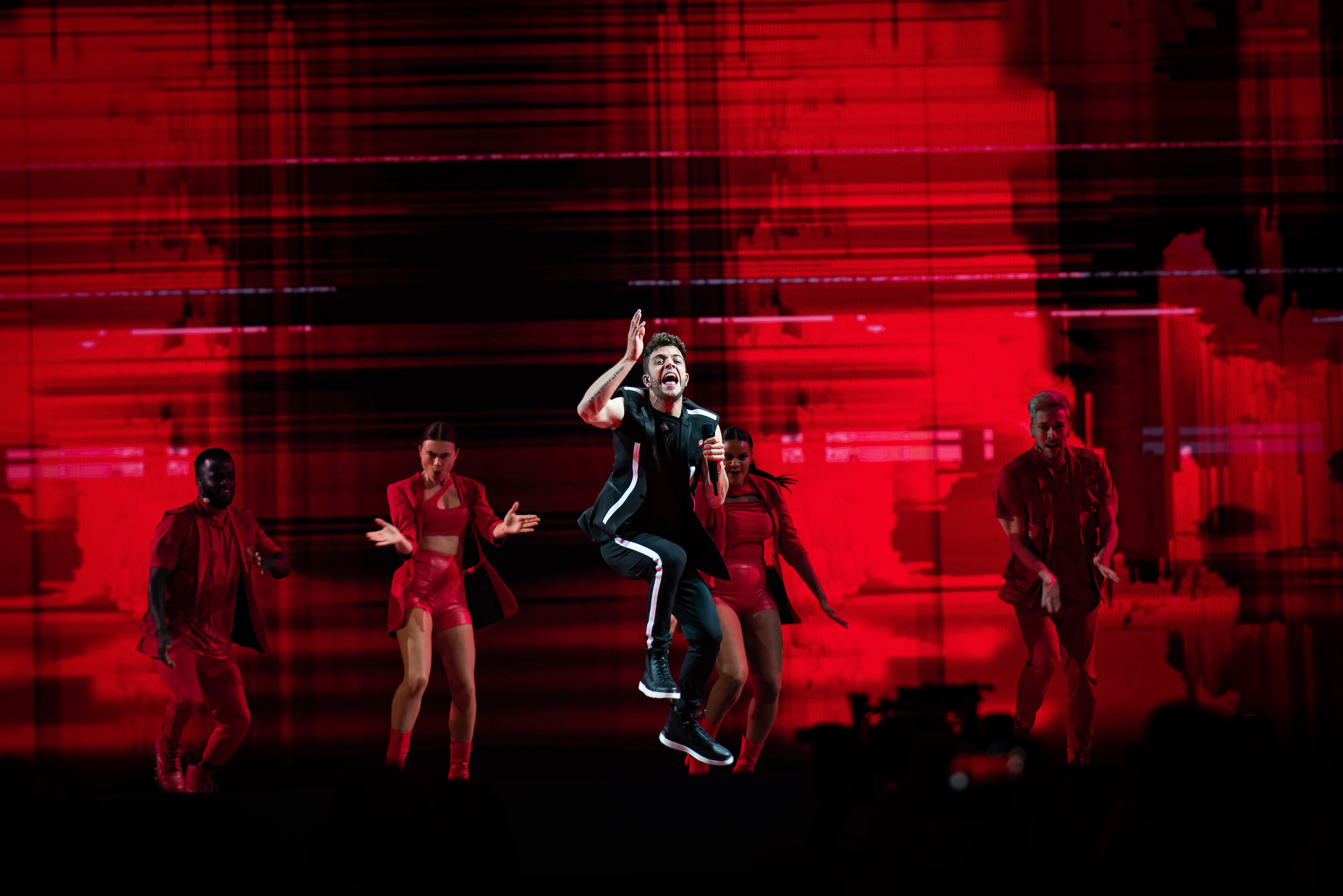

### 2020-дотепер: подальша кар'єра
У лютому 2020 року Лука Генні переміг на 13-й церемонії вручення премії Swiss Music Awards у категорії Best Male Act, а згодом взяв участь в 13-му сезоні німецького талант-шоу Let's Dance, де посів третє місце разом зі своєю танцювальною партнеркою Крістіною Люфт (Генні). Лука став першим зі швейцарців, хто взяв участь у шоу. 9 жовтня того ж року вийшов п'ятий (і перший німецькомовний) альбом Генні — «110 Karat», у який увійшли 14 пісень німецькою мовою та 4 бонус-треки англійською. Продюсером альбому став Матіас Рамсон, а назва посилається на рядок тексту з синглу «Diamant». Як зазначив Генні, він почав співати німецькою, тому що так може краще виражати себе.

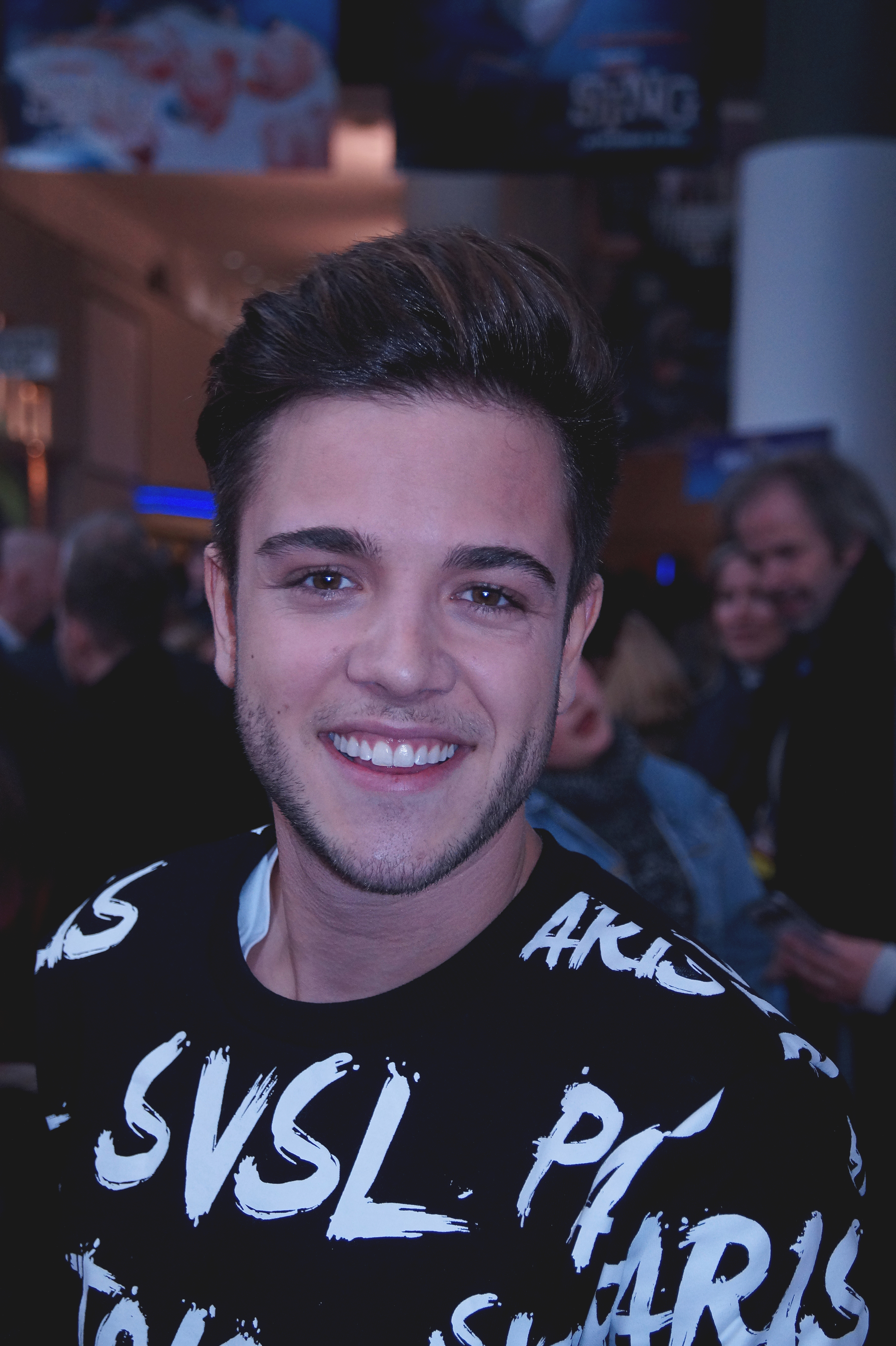
Генні у 2016 році

На початку 2021 року став амбасадором німецького бренду автомобілів BMW та був першим музикантом, який взяв на себе роль амбасадора BMW у Швейцарії. У жовтні того ж року пройшов тур «110 Karat Tour», в програмі якого, зокрема, були кілька телевізійних виступів і фестивалів під відкритим небом, а також Генні випустив автобіографічну книгу під назвою «You Got Me».
20 жовтня 2023 року розпочав свій тур, який пройшов у шести містах Швейцарії та п'яти — Німеччини. Того ж року Генні був одним із членів журі музичного шоу KiKa «Dein Song», а наступного року став його ведучим.
Співведучий разом зі своєю дружиною Крістіною у швейцарському шоу талантів «Das Zelt — Young Artists».
Загалом за період 2020—2024 років Лука Генні випустив 17 синглів, один альбом та один мініальбом.

## Особисте життя
У 2019—2020 роках зустрічався з Мішель Аффольтер. Згодом почав стосунки з професійною танцівницею Крістіною Генні (до шлюбу — Люфт), з якою 31 серпня 2023 року одружився. Пара познайомилася у 2020 році на танцювальному шоу RTL «Let's Dance», де вони разом дійшли до фіналу. У червні 2024 року у подружжя народилася донька.
2024 року Лука та Крістіна Генні, після народження у пари дитини, започаткували власний подкаст про батьківство під назвою «Don't Worry, Be Hänni». У січні подкаст пройшов у живому форматі у двох містах: Базелі та.
Окрім музичної кар'єри, Лука створює одяг для власного модельного бренду та магазину мерчандайзингу, сам знімається в ролі моделі та видавав власний журнал Stories. Також був амбасадором дітей, які страждають на бульозний епідермоліз. Певний час писав пісні для шкіл у Швейцарії для проєкту проти булінгу.
З десяти років має шрам під оком, який виник після травмування під час гри в бейсбол із другом.

## Дискографія

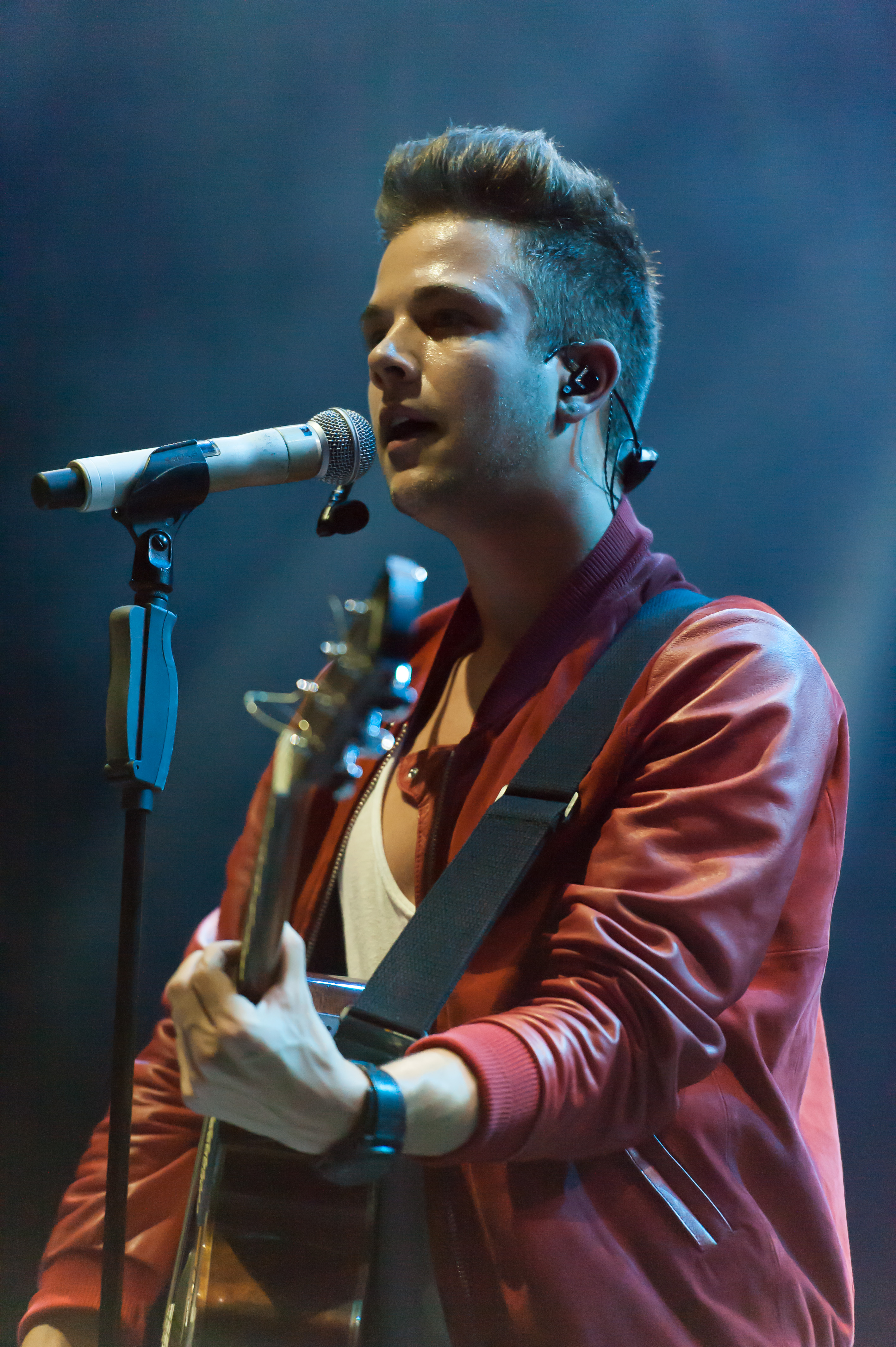
Генні у 2014 році

### Альбоми
- My Name Is Luca (2012)
- Living the Dream (2013)
- Dance Until We Die (2014) разом з Крістофером С.
- When We Wake Up (2015)
- 110 Karat (2020)

### EP
- Good Time (2014)
- She Got Me — Remixes (2019)
- Herz durch die Wand (2021)

### Сингли
- Don't Think About Me (2012)
- I Will Die for You (2012)
- Shameless (2013)
- I Can't Get No Sleep (2014) разом з Крістофером С.
- Good Time (2014) разом з Крістофером С.
- Only One You (2014)
- Set the World on Fire (2015)
- Wonderful (2015)
- Powder (2017)
- Signs (2018)
- Bei mir (2018)
- She Got Me (2019)
- She Got Me / Πόσα Ξέρει / Posa Xerei (2019)
- Bella Bella (2019)
- Nebenbei (2019)
- Nie mehr allein (2020)
- Diamant (2020)
- Wo Warst Du (2021)
- Durch die Nacht (2021) разом зі Sunlike Brothers
- Dynamit (2021)
- Just You And Me (2021)
- You Broke Me First (2021) разом зі Sunlike Brothers, KALUMA
- Warum musstest du gehen (2022)
- Millionäre (2022)
- Ma Bonita (2022) разом зі Sarah Engels
- Clouds (2022)
- Trompete (2023)
- Salsa ganze Nacht (2023)
- Not Everyone's Darling (2023) разом з Patrizcia Kelly
- Fire (2023) разом зі Sunlike Brothers
- Stay With Me (2024) разом з Chiara Castelli
- Zeilen für dich (2024)
- Love Me Better (2024)